# 1975年8月15日バングラデシュ・クーデター
1975年8月15日バングラデシュ・クーデター (15 August 1975 Bangladesh coup d'état) は、1975年8月15日にバングラデシュの中級将校たちが起こした軍事クーデター。
1970年パキスタン総選挙で勝利してパキスタンの首相に選出されてからバングラデシュ独立戦争の最中にかけての闘争を指導し、バングラデシュの国民国家としての礎を築き、バングラデシュ建国の父とされていたシェイク・ムジブル・ラフマンに対する、以前からくすぶっていた暗殺の動きに、将校たちが加担したものであった。ムジブル・ラフマンは、その家族の多くと一緒に、クーデターの最中に殺害された。

## 背景
シェイク・ムジブル・ラフマンは、1970年パキスタン総選挙に勝利しながら、パキスタンの首相になることを軍事独裁体制によって阻まれた。これは長年にわたってパキスタン当局の権威主義的暴政に対して声を上げていたパキスタンのベンガル人市民への政治的抑圧が行き着いた結果であった。民主的要求と抗議が続く中、シェイク・ムジブル・ラフマンは、1971年3月7日に演説をおこなってベンガル人たちに来たるべき事態に備えて団結することを呼びかけた。1971年3月25日、パキスタン陸軍はサーチライト作戦を発動し、ダッカ大学の知識人たちを殺害し、その翌日、3月26日にシェイク・ムジブル・ラフマンは、バングラデシュのパキスタンからの独立を宣言して、以降9か月に及ぶバングラデシュ独立戦争の引き金を引き、最終的にはバングラデシュ・ムクティ・バヒニとインド軍の連合軍が勝利してバングラデシュのパキスタン軍は降伏した。1973年、シェイク・ムジブルが率いたアワミ連盟は、独立後最初の議会選挙で地すべり的な勝利を果たした。
クーデターに関わった者たちは、独立戦争の最中から既に、シェイク・ムジブル・ラフマンを暗殺する計画を立て始めていた。彼らの多くは陸軍士官で、独立の決定に不満をもっていたが、それは軍事政権下で彼らが利益を得ており、民主化によって、アユーブ・ハーンやヤヒヤー・ハーンの政権が彼らに与えていた利益がもたらされなくなるかもしれないという恐れからくるものであった。軍の士官たちの他、カンデカル・モシュタク・アハメドや一部の閣僚のように、パキスタン政府や、ラフマン政権に関わっていた要職にある政治家や官僚たちの間にも陰謀に加担する者がいたが、彼らはパキスタンへの残留を望み、独立戦争を引き起こしたシェイク・ムジブル・ラフマンを非難していた。計画によれば、彼らは深く潜行する陰謀とは無関係であるように見せるため騒ぎを起こし、国内の共産主義勢力と結託したり、1974年バングラデシュ飢饉を利用して、1972年から1975年にかけてのバングラデシュの反乱におけるような政治危機と飢饉を意図的に演出した。1974年の飢饉は、カンデカル・モシュタク・アハメドや他の閣僚の指示の下で、一部の事業者が結託して突如物価を釣り上げ重要物資を隠匿して物不足を引き起こしたもので、政府が影響を受けた市民を救済しようとしたときには、政府部内にいる反バングラデシュの一味が、補助金、援助、食糧切符が行き渡らないよう妨害した。大規模な陰謀の加担者たちは、国際的なメディアや地元言論界の支持を集めて、これらの出来事の責任は新たに誕生した自由主義国家の指導層、すなわち大統領府や詳細については関連して責任のある商務省にある、という言説を流そうとした。
1973年、シャリフル・ハク・ダリム少佐とその妻が、アワミ連盟の指導者のひとりゴジ・ゴラム・モスタファの息子たちとダッカ・レディーズ・クラブの宴席で揉め事に巻き込まれた。これに対する報復として、バングラデシュ陸軍の槍騎兵部隊と第2砲兵連隊の一部の士官と兵士たちが、ゴラム・モスタファの自宅を攻撃した。その結果、ダリム少佐、S・H・M・B・ノール・チョードリー少佐などの士官たちが軍律違反に問われた。ダリム少佐は大統領シェイク・ムジブルの恩赦を求めたが、拒まれた。スルタン・シャフリアル・ラシド・カーン少佐は、この事件をきっかけに陸軍から退任した。ダリム少佐とノール少佐は、軍律違反により解任された。
1974年、サイド・ファルク・ラフマン少佐がアワミ連盟の政府に不満を持つようになっていた。彼はその不満を幕僚長代行であったジアウル・ラフマン少将と語り合った。ジアウル・ラフマンは、そうした会談の中であるとき、この状況を打開するためには「何かをやらないと」とファルクに示唆した。
カンデカル・アブドゥル・ラシド少佐は、商務大臣カンデカル・モシュタク・アハメドと、国家の情勢について連絡を取り合っていた。カンデカル・ラシド少佐、ダリム少佐、カンデカル・モシュタクは、BaKSALの解体とシェイク・ムジブルの排除を決意した。カンデカル・ラシド少佐は、計画に同意していたファルク・ラフマン少佐に連絡し、ジアウル少々も彼等を支持するだろうと告げた。

## クーデターの実行
反乱軍は、複数のチームに分かれ、それぞれが特定の指示を受けて狙いを定めていた

### バンガバンドゥ・バーバン
シェイク・ムジブル・ラフマン大統領の邸宅に対する作戦は、A・K・M・モヒウディン・アフメド少佐が指揮した。バズルル・フダ少佐はこのチームに配属されたが、これは彼が大統領邸の警護にあたる第2砲兵連隊の副官だったからであった。このチームには、S・H・M・B・ノール・チョードリー少佐も加わっていた。警護担当であったアブル・バシャル (Abul Bashar) 大尉は、かつてはダリム少佐の指揮下で軍務についていた。
反乱軍が乱入しようとした際、邸宅を護ろうとした警備兵の一部が殺された。シェイク・カマルは邸宅を護ろうとして負傷し、攻撃側が内部まで侵入した後、フダ大尉によって処刑された。シェイク・ムジブルは反乱者たちに「何が望みだ？」と尋ねた。ノール少佐とフダ大尉に撃たれたシェイク・ムジブルは、階段を転落した。シェイク・ムジブルの息子シェイク・ジャマル中尉、その妻ロージー (Rosy)、シェイク・カマルの妻スルタナ・カマル、シェイク・ムジブルの妻シェイク・ファジラトゥネサは、1階の便所に集められた。彼らはそこで、アブドゥル・アジズ・パシャ少佐とモスレムディン下士官 (Risaldar) によって射殺された。ファルク少佐はその場で、フダ大尉を少佐に、アブドゥル・ワハブ・ジョアルダル下士官 (Subedar-major) を中尉に昇進させた。ファルク少佐は現場に戦車で乗り付け、戦車で立ち去った。大統領付きの軍務秘書官だったジャミル・ウディン・アフマド大佐は、シェイク・ムジブルに呼ばれてバンガバンドゥの邸宅へ向かう途中で殺された。
短い銃撃戦の後、投降した警備兵たちは、建物の外に並ばされた。ノール少佐はシェイク・ムジブルの弟シェイク・ナセルを玄関付近の便所で射殺した。パシャ少佐は、下士官 (Havilder) に命じて、母親が死んで泣いていたシェイク・ルセルを殺させた。兵士たちは邸宅内で略奪を働いたという証言もあった。玄関には、死んだ警察官が倒れていたという。フダ少佐はシェル・シャー通り (Sher Shah road) を経てモハマドプルへ赴き、大工たちに柩10個を注文した。フダ少佐も、翌日、陸軍の手を借りて、死体の運び出しをした。

### シェイク・ファズルル・ハク・マニ邸
シェイク・ファズルル・ハク・マニは、シェイク・ムジブルの甥で、後継者候補と目されていた。彼は自宅で、当時妊娠していたと思われる妻べグム・アルズ・モニ (Begum Arzu Moni) とともに殺された。息子のシェイク・ファズレ・ノール・タボシュとシェイク・ファズレ・シャムス・パラシュ (Sheikh Fazle Shams Parash) は生き延びた。ダンモンディの  Road 13/1 にあった彼の家は、1975年8月15日に20から25名の軍人によって取り囲まれた。

### アブドゥル・ラブ・セルニアバト邸
アブドゥル・ラブ・セルニアバトは、元の水資源担当大臣で、シェイク・ムジブル・ラフマンの義弟であったが、午前5時にダッカのミントー通り (Mintoo road) の自宅で殺された。彼の邸宅は、アジズ・パシャ (Aziz Pasha) 少佐、マジェド (Majed) 大尉、シャフリアル・ラシド (Shahriar Rashid) 少佐、ヌルル・フダ (Nurul Huda) 大尉が率いる部隊に襲撃された。セルニアバトの甥シャヒド・セルニアバト (Shahid Serniabat)、娘ベビー・セルニアバト (Baby Serniabat)、孫スカント・アブドゥラー・バブ (Sukanto Abdullah Babu)、息子アリフ・セルニアバト (Arif Serniabat) は、いずれも襲撃の際に殺された。邸宅内にいた召使いたち3人も殺された。息子のひとりアブル・ハスナット・アブドゥラーは襲撃を生き延び、また、襲撃による負傷者も9人いた。

### 砲撃の支援
ファウク (Fauque) の指揮した砲兵隊は、迫撃砲をダンモンディやモハマドプルに向けて発射した。モハマドプルでは、シェル・シャー・スリ通り (Sher Shah Suri road) 付近で、迫撃砲により14人の死者が出た。

### ラッキ・バヒニ基地
ファルク少佐は、26台の戦車を動員してジャティヤ・ラッキ・バヒニの基地を襲った。ラッキ・バヒニ側は、抵抗せずに投稿した。ファルクは、ラッキ・バヒニを無力化してから、シェイク・ムジブル・ラフマンの邸宅へ向かった。

### バングラデシュ・バタル
ダッカのラジオ局バングラデシュ・バタルの本局は、早朝、反乱軍に襲撃された。反乱軍は、警備に当たっていた警察官を即座に武装解除し、ラジオを支配下に置いた。ダリム少佐とシャフリアル少佐がラジオ局の運営にあたった。反乱軍はこのラジオ局から情報の流れを制御した。

## その後
カンデカル・モシュタクは、ラジオ局から国民に語りかけた。タヘルディン・タクルが書いた彼の演説は、彼を首班とする新政府の成立を告げるものであった。彼に続いて、陸軍幕僚総長、その副官、海軍幕僚長、空軍幕僚長、警察長官、バングラデシュ・ライフルズ（国境警備隊）が、新政府への支持を表明した。カンデカル・モシュタクは、M・A・G・オスマニ将軍を彼の軍事顧問に指名した。ジアウル・ラフマン将軍は、1975年8月24日に幕僚総長 (the chief of army staff) となり、カリルル・ラフマンが初代のバングラデシュ陸軍国防総長 (Chief of Defence Staff of Bangladesh Army) となった。
1975年9月26日、カンデカル・モシュタクは、免責令を発してクーデターに関与した者たちを法的に保護した。1975年10月5日、ジャティヤ・ラッキ・バヒニを解体してバングラデシュ陸軍に編入する命令が、ジアウル・ラフマンの強い支持を得て出された。
1975年11月3日、カレド・モシャラフ准将とシャファート・ジャミル大佐に率いられたバングラデシュ陸軍の一部の士官たちが、反乱者を排除して陸軍に秩序を回復させるべくクーデターを起こし、緊張が高まった。カンデカル・モシュタクに代わってアブ・サダト・ムハマド・サエム判事が大統領となり、モシャラフが幕僚総長となった。この日の朝、8月15日のクーデター以来ダッカ中央刑務所に拘束されていたサイド・ナズルル・イスラム元大統領、タジュディン・アフマド元首相、いずれも元閣僚のムハンマド・マンスール・アリとアブル・ハスナット・ムハンマド・カマルザマンが殺された。ジアウル・ラフマンは自宅に軟禁された。11月4日には、反乱者たちに、バンコクへの安全な国外脱出が提供された。
1975年11月7日、再びクーデターが起こってカレド・モシャラフは殺され、ジアウル・ラフマンが幕僚総長に復帰した。このクーデターを主導したのは、革命派兵士の組織と、アブ・タヘル大佐であった。タヘル自身は、カレドを殺害したとして、ジアウル・ラフマン少将を首班とする政府の下で、陸軍内の統制を回復しさらなるクーデターを防ぐべく、1976年7月21日に処刑された。
1976年、バングラデシュの軍事政権は、クーデターの首謀者たちに外交職を与えた。A・K・M・モヒウディン・アフメドは在アルジェリア大使館の2等書記官となり、A・M・ラシド・チョードリーは在サウジアラビア・ジッダの総領事、S・H・M・B・ノール・チョードリーはテヘランの大使館の2等書記官、シャリフル・ハク・ダリムは北京の大使館の1等書記官、アブドゥル・アジズ・パシャは在アルゼンチン・ブエノスアイレスの大使館の1等書記官にそれぞれなった。彼らは、1996年にアワミ連盟が組織した政府によってバングラデシュに召喚されるまで、それぞれの地位を維持した。彼らは召喚に応じることを拒み、結果的に解任された。

### 裁判
ファルク少佐、スルタン・シャフリアル・ラシド・カーン少佐、元閣僚のタヘルディン・タクルは、アワミ連盟が政権に復帰した1976年の8月14日に逮捕された。3か月後、アワミ連盟が支配していた国会は、免責法を撤廃し、裁判の開始を可能にした。
シェイク・ムジブル大統領の個人秘書であったA・F・M・モヒトゥル・イスラムは、1996年10月2日にダンモンディ警察署へ反乱者たちに対する告発状を提出した。犯罪捜査局 (CID)は、翌日から事件の捜査を開始した。CIDは、1997年1月15日に、20人を起訴した。
1997年3月12日、裁判は、被告人6人が収監され、14人が国外にいる状態で始まった。カンデカル・アブドゥル・ラシドの妻ゾバイダ・ラシド (Zobaida Rashid) は、多くの異論が提起されて起訴が撤回され、被告人は19人となった。高等裁判所に提起された様々な事件には、この裁判自体の正当性や、場所の正当性、免責法の撤回の妥当性を問うものもあり、裁判は長引いた。フダ少佐は、タイとバングラデシュの間の犯罪人引渡し条約締結に基づいて、1998年にタイから連れ戻された。1998年11月8日、ダッカ地区判事カジ・ゴラム・ラスル (Kazi Golam Rasul) は、被告人15人に死刑の判決を下した。裁判は控訴されて高等裁判所に持ち込まれた。1998年11月14日、高裁では判事たちの意見が割れ、Md・ルフル・アミン判事が10名の死刑を、A・B・M・カイルル・ハク判事が15名全員の死刑を主張した。判決は第三の判事に委ねられることになり、モハマド・ファズルル・カリム判事が、12名を死刑とする判決を下した。
当時の最高裁場所長官であったルフル・アミン判事は、さらなる控訴審の法廷を5人の裁判官、スレンドラ・クマル・シンハ判事、Md・アブドゥル・アジズ (Md Abdul Aziz) 判事、Md・タファズル・イスラム判事、B・K・ダス (BK Das) 判事、Md・ムザメル・ホサイン判事で構成した。2009年11月19日、控訴審は、12名の死刑という判決を確認した。被告人のうち3名は大統領に恩赦を求めたが、拒まれた。2010年1月27日、バングラデシュ最高裁判所は、上告を棄却した。2010年1月28日、収監されていた被告人5名の死刑が執行された。絞首刑に処されたのは、スルタン・シャフリアル・ラシド・カーン、A・K・M・モヒウディン・アフメド、モヒウディン・アフメド、サイド・ファルク・ラフマン、バズルル・フダであった。2020年4月12日には、アブドゥル・マジェド (Abdul Majed) 大尉が絞首刑となった。
2001年、バングラデシュ民族主義党が政権に復帰すると、1996年に外交職を解任された元士官たちに、再び外交職が与えられた。

## 遺されたもの
1975年以降、バングラデシュは様々な軍事政権の下に置かれ、民主主義が部分的に回復する機会も乏しかったが、1990年以降は民政が続いている。
シェイク・ムジブル・ラフマンのふたりの娘たち、シェイク・ハシナとシェイク・レハナは、1975年8月にはドイツに滞在していて、一家の暗殺を生き延びた。シェイク・ハシナは、バングラデシュの首相に、1996年、2009年、2014年、2018年と4回選出されている。